# کاریز (بامیان)
کاریز (به لاتین: Kariz) یک منطقهٔ مسکونی در افغانستان است که در ولایت بامیان واقع شده‌است.